# Shobha Rao
Shobha Rao, född i Kanpur i Uttar Pradesh i Indien, är en amerikansk författare av indiskt ursprung. Hon belönades med Katherine Anne Porter-priset 2014 från Nimrod International Journal.
Rao emigrerade från Indien till USA vid sju års ålder. Hennes skrivande utforskar unga kvinnors och flickors situation i det tidigare hemlandet. Teman som sexuellt våld och människohandel är återkommande.